# GNG7
GNG7‏ (Guanine nucleotide-binding protein subunit gamma) هوَ بروتين يُشَفر بواسطة جين GNG7 في الإنسان.

## التفاعل
لقد ثبت أن GNG7 يتفاعل مع GNB5.